# جورجیو بیاسیولو
جورجیو بیاسیولو (انگلیسی: Giorgio Biasiolo؛ زادهٔ ۱۶ فوریهٔ ۱۹۴۶) بازیکن فوتبال اهل ایتالیا است.
از باشگاه‌هایی که در آن بازی کرده‌است می‌توان به باشگاه فوتبال آ.ث. میلان، باشگاه فوتبال ویچنزا، و باشگاه فوتبال لچه اشاره کرد.